# Mansfield Park
Mansfield Park es una de las novelas de Jane Austen. Fue escrita entre 1812 y 1814 en Chawton y fue publicada en mayo de 1814 por Egerton, el mismo editor que en el caso de sus dos predecesoras. Después de la segunda edición, pasa a manos de John Murray, el cual publicará después también Emma. Mansfield Park es quizá el texto más sombrío y perturbador de Austen. 

## Resumen
El personaje principal, Fanny Price, es una joven de una familia relativamente pobre, criada por sus tíos ricos, Sir Thomas y Lady Bertram (hermana de su madre), en la mansión de Mansfield Park. Fanny crece con sus cuatro primos (Tom, Edmund, María y Julia), pero siempre la consideran como inferior a ellos; sólo Edmund se muestra verdaderamente bondadoso con ella. Él es también el más virtuoso de los hermanos, pues María y Julia son vanidosas y consentidas mientras que Tom es un jugador de apuestas irresponsable. Con el tiempo, la gratitud de Fanny hacia la bondad de Edmund se convierte en un amor secreto.
Cuando los hijos ya son mayores, Sir Thomas se va durante un año para ocuparse de los problemas en su plantación en Antigua. Debido a las deudas de juego de Tom, se ven obligados a vender el puesto de sacerdote que debería haber sido para Edmund. Llegan entonces de Londres el joven Henry Crawford y su hermana, Mary, para quedarse en casa de su hermana, la esposa del nuevo pastor. 
La llegada de los Crawford interrumpe el mundo de Mansfield y da inicio a una serie de enredos románticos. Mary Crawford y Edmund comienzan a intimar, aunque Edmund a menudo se preocupa de que sus modales sofisticados y su forma de hablar, a menudo cínica, enmascaren una gran falta de principios. Sin embargo, la señorita Crawford es atractiva, hermosa y encantadora, por lo que Fanny teme que haya encantado a Edmund y que el amor haya vuelto a este ciego a sus defectos. Por su parte, Henry juega con los sentimientos de María y Julia a la vez a pesar de que la primera ya está comprometida con el señor James Rushworth, torpe pero muy rico. María cree que Henry está realmente enamorado de ella, y trata al señor Rushworth con frialdad, provocando sus celos. Por otro lado, la presencia de Fanny pasa tan desapercibida en el círculo familiar que con frecuencia es testigo de situaciones comprometedoras entre María y Henry. 
Animados por Tom y su amigo, el señor John Yates, los jóvenes deciden representar la obra teatral Promesas de Enamorados. Tanto Edmund como Fanny se oponen al plan desde el principio, considerando que Sir Thomas no lo aprobaría y que el contenido de la obra no es adecuado, pero finalmente Edmund acepta y se ofrece a representar el papel de Anhalt, el amante del personaje interpretado por Mary Crawford. Además de dar a Mary y a Edmund un medio para hablar de amor y matrimonio, la obra proporciona a Henry y María un pretexto para coquetear en público. Pero Sir Thomas llega por sorpresa en mitad de un ensayo, lo que pone fin al plan. Henry se va y María se queda destrozada; al darse cuenta de que él no la ama, se casa con el señor Rushworth y se van a Brighton llevándose a Julia consigo. Mientras tanto, la nueva belleza de Fanny y su agradable carácter atraen el cariño de Sir Thomas, que presta más atención a su cuidado.
Henry vuelve a Mansfield Park y decide divertirse cortejando a Fanny. Sin embargo, su dulzura y bondad genuinas hacen que sea él quien se enamore de ella. Cuando le propone matrimonio, Fanny lo rechaza por sus coqueteos indebidos con sus primas, así como por su amor por Edmund. Los Bertram (que no saben nada de los sentimientos de Fanny) están consternados, ya que es un partido muy ventajoso para una muchacha pobre como Fanny. Sir Thomas la reprende por su ingratitud, mientras que Henry decide que seguirá cortejándola con la esperanza de que con el tiempo cambie de opinión mientras se da cuenta de que es constante. 
Sir Thomas urde un plan para que Fanny visite a su familia pobre en Portsmouth con la esperanza de que, al ver la falta de comodidades, se dé cuenta la utilidad de un buen matrimonio. Henry visita a Fanny en Portsmouth, para demostrar que ha cambiado y es digno de su afecto. Además, mediante su influencia, ha logrado que el hermano mayor de Fanny, William, se convierta en teniente de la Armada Británica. Ella empieza a ablandarse, pero todavía afirma que no va a casarse con él. 
Poco después de que Henry se marche a Londres, Fanny se entera de un escándalo que involucra a Henry y María. Los dos se reunieron de nuevo en Londres y reanudaron sus coqueteos, que rápidamente se convirtieron en una aventura. El asunto se descubre y sale en un periódico nacional, y María deja la casa de su marido y se fuga con Henry. El escándalo es terrible y el matrimonio de María termina en divorcio, pero Henry se niega a casarse con ella. Para empeorar las cosas, Tom ha enfermado durante una de sus correrías y Julia se ha fugado con el señor Yates.
Fanny vuelve a Mansfield Park a tranquilizar a sus tíos y para ayudar a cuidar de Tom. Aunque Edmund sabe que el matrimonio con Mary Crawford es ahora imposible debido al escándalo causado por sus parientes, va a verla por última vez. Durante la visita, se hace evidente que la señorita Crawford no condena el adulterio de Henry y María, sólo el que los descubrieran. Su principal preocupación es encubrir la situación, y afirma que si Fanny hubiera aceptado a Henry, él habría estado demasiado ocupado y feliz como para tener una aventura; simplemente habría sido un coqueteo temporal. Esto revela la verdadera naturaleza de Mary a Edmund, que se da cuenta de que la había idealizado como alguien que no es. Se lo dice, y vuelve a Mansfield y a su vida como un vicario en Thornton Lacey. 
Edmund se da cuenta de cuánto quiere a Fanny, declara su amor por ella y se casan. Tom se recupera de su enfermedad, tras lo que decide dejar el juego, y la fuga de Julia con el señor Yates resulta no ser un matrimonio tan adverso después de todo. 
Jane Austen señala que si Crawford hubiera insistido en cortejar a Fanny y no sucumbir a la relación amorosa con María, Fanny finalmente habría aceptado su propuesta de matrimonio, especialmente después de que Edmund se hubiera casado con Mary.

## Personajes en Mansfield Park
- Fanny Price. Segunda de nueve hermanos, es enviada a vivir con las hermanas de su madre en Mansfield Park a la edad de diez años. Su madre se casó por amor con un teniente de Infantería de Marina pobre que fue deshabilitado y desvinculado del servicio por la mitad de su salario. Es una joven sensible, tímida e inteligente. Virtuosa y con un buen sentido de la moral, su condición de pariente pobre en Mansfield Park sólo intensifica estas características. La mayor parte de la novela tiene lugar cuando ella tiene dieciocho y diecinueve años. Fanny ha estado enamorada de su primo Edmund desde que era joven, pero Henry Crawford pretende su mano.

- Lady María Bertram. Tía materna de Fanny, casada con el rico Sir Thomas Bertram. Siempre se muestra como una mujer perezosa y distraída que hace muy poco para defender a su sobrina de las burlas de sus propias hijas. Nació como "La señorita María Ward, de Huntingdon, con una dote de sólo siete mil libras[...].".[1]

- Mrs Norris. Hermana viuda de Lady Bertram y de la señora Price, vive cerca de Mansfield Park. Su difunto esposo, el Sr. Norris, era el párroco de Mansfield Park hasta su muerte. No siente el menor afecto por Fanny y aprovecha cualquier oportunidad para recordarle que debe sentirse agradecida por vivir en Mansfield Park y para hacer distinciones entre ella y sus primas. Es muy avariciosa y aprovecha cualquier oportunidad para ahorrar dinero, tales como tomar las velas de la casa principal para los cuartos de su criada.

- Sir Thomas Bertram. Tío materno de Fanny. Es dueño de Mansfield Park y de una plantación de esclavos en Antigua. Al principio se comporta con gran severidad, educando a sus hijos de forma muy estricta, pero más tarde se da cuenta de que su conducta puede haber causado la ruina de su hija mayor. Le gustaría que sus propios hijos se pareciesen más a Fanny y al hermano de esta, William.

- Tom Bertram. Hijo mayor de Sir Thomas y Lady Bertram, siete años mayor que Fanny. Su principal interés son las diversiones de la sociedad de Londres y goza de los placeres del teatro con su amigo, el Sr. Yates. Acumula grandes deudas, obligando a su padre a vender el puesto de vicario que habría ido a su hermano menor. Durante un viaje, Tom enferma gravemente y, tras su convalecencia, decide volver al buen camino.

- Edmund Bertram. Hijo menor de Sir Thomas y Lady Bertram, seis años mayor que Fanny y el único que muestra consideración por los sentimientos de esta. Desea ser un clérigo. Como su protector y amigo de Fanny, tiene una gran influencia sobre ella y le ayuda a formar su carácter. Edmund se siente atraído por la señorita Crawford, pero las opiniones de esta sobre el escándalo que involucra a su hermano Henry y a María le hacen descubrir su verdadera personalidad."cada una de las seis novelas presenta una profunda contradicción entre el dominio de la razón dominante en la sociedad de la Inglaterra del siglo XVIII y los valores a los que, hipócritamente, se esperaba que la mujer se adhiriera."21 Por otro lado, la idea de Austen como conservadora puede tener que ver con la imagen que su familia mostró de ella después de su muerte, a través de la selección de cartas y de las memorias de Austen-Leigh. El inteligente uso de la comedia es lo que permite que la obra de Austen no parezca inconformista

- María Bertram. Hija mayor de Sir Thomas y Lady Bertram, tres años mayor que Fanny y muy hermosa. Está comprometida con el señor Rushworth, pero prefiere a Henry Crawford y espera que este le proponga matrimonio. Al no hacerlo, María se casa con Rushworth por su renta de doce mil libras al año, a pesar de ser un joven grosero y estúpido. El señor Crawford vuelve a su vida poco después de casarse y se fuga con él. Rushworth se divorcia de ella y queda al amparo de su familia, porque Henry se niega a casarse con ella. Termina viviendo con su tía Norris.

- Julia Bertram. Hija menor de Sir Thomas y Lady Bertram, dos años mayor que Fanny. Se siente fuertemente atraída por el señor Crawford, pero pronto descubre que él prefiere a su hermana María, a pesar del compromiso de su hermana o tal vez debido a él. El señor Yates busca sus atenciones, pero esta situación termina cuando Sir Thomas vuelve a la casa. Posteriormente Julia se marcha con María y su esposo en su luna de miel y a su casa en la ciudad. Casi al mismo tiempo que María se fuga con el señor Crawford, Julia hace lo mismo con el señor Yates, al parecer para evitar ser acusada por su padre por la fuga de su hermana.

- Señor Grant. Párroco actual de la casa parroquial en Mansfield. Es un hombre muy grueso que disfruta de la comida y la bebida.

- Señora Grant. Esposa del señor Grant, y medio hermana de Henry y Mary Crawford.

- Señor Henry Crawford. Hermano de la señora Grant y de Mary Crawford. Es un soltero encantador y muy inteligente que juega con los sentimientos de María y Julia ante los ojos de Fanny. Después de la boda de María, decide enamorar a Fanny, pero termina enamorándose de ella. Pierde cualquier oportunidad con ella después de que él y María se fuguen juntos.

- Señorita Mary Crawford. Hermana de Henry Crawford y la señora Grant. Es una joven bonita y encantadora con un profundo interés en Edmund Bertram, a pesar de ser hijo segundo. Sin embargo, sus opiniones y puntos de vista sobre la fuga de su hermano con la hermana de Edmund hacen que al final pierda el amor de este.

- Mr. Rushworth. Un hombre rico pero aburrido que se convierte en esposo de María Bertram. Se divorcia de ella después de que ella se escapa con Henry Crawford.

- El Excmo. John Yates. Un buen amigo de Tom Bertram. Tom y Yates van de juerga en Londres y llevan su amor por el teatro a Mansfield Park. Yates manifiesta su interés por Julia Bertram. Se fuga con Julia en la época el Sr. Crawford y María huyen juntos.

- William Price. El hermano mayor de Fanny, un guardiamarina naval, con quien es muy cercana. El Sr. Crawford trata de congraciarse con Fanny ayudando a William en su profesión.

- Mr. Price. El padre de Fanny, un oficial de la Infantería de Marina, que vive en Portsmouth. El Sr. Price bebe demasiado y es malhablado, y parece que tiene poco o ningún afecto por sus hijas.

- Mrs. Price. La madre de Fanny, hermana de la señora Norris y Lady Bertram. Ella se parece a lady Bertram en su carácter débil y la pereza, pero bajo la presión de una gran familia y de bajos ingresos se ha convertido en desaliñada y descuidada. Como su marido, ella parece importarle poco Fanny.

- Susan Price. Hermana menor de Fanny con quien Fanny se acerca en su visita a casa. Ella regresa con Fanny a Mansfield Park y toma el lugar de Fanny cuando esta se casa con Edmund. Su carácter es mejor que muchos de sus hermanos.

- Lady Stornoway. Una mujer de Sociedad. Es cómplice del filtreo entre el Sr Crawford y María. Estos se encuentran en sus fiestas y finalmente huyen juntos desde su casa.

- Mrs. Rushworth. La madre del Sr. Rushworth y suegra de María. El Sr. Rushworth está en camino a buscarla en la Pascua, cuando el Sr. Crawford y María aumentar su coqueteo y, finalmente, huyen juntos. La Señora Rushworth no es particularmente amante de su nuera.

## Crítica
Mansfield Park es la más controvertida de las novelas principales de Austen. Los críticos de su época destacaron la moralidad de la obra, pero muchos lectores modernos encuentran difícil simpatizar con la timidez de Fanny y su desaprobación del teatro, rechazando la idea (que se hace explícita en el capítulo final) de que es mejor persona debido a las privaciones sufridas en su infancia. La propia madre de Jane Austen consideró a Fanny un personaje "insípido" y muchos otros lectores la encuentran pedante y antipática. Otros críticos señalan que posee una personalidad compleja, perceptiva a la par que entregada a sus ilusiones, y que demuestra valentía y va ganando autoestima en el último tramo de la historia. La biógrafa de Austen Claire Tomalin, que en general es bastante crítica con Fanny, argumenta que «cuando deja a un lado la obediencia por permanecer fiel a su propia conciencia, Fanny se eleva en un momento de auténtico heroísmo». Sin embargo, Tomalin refleja la ambivalencia que muchos lectores sienten hacia Fanny al escribir también estas otras palabras: «La fe que impulsa a Fanny a negarse a lo que cree erróneo la hace también intolerante hacia los pecadores, a quienes ella está dispuesta a dejar de lado».
La historia contiene mucha sátira social, dirigida especialmente hacia las dos tías.

### Esclavitud
En cierto momento, Edward Said relacionó la novela con la aceptación tácita por parte de la sociedad occidental de los beneficios materiales de la esclavitud y el imperialismo (una conexión que ya había hecho Vladimir Nabokov en sus Conferencias sobre Literatura, redactadas en 1940 pero inéditas hasta 1980), señalando que Austen omite mencionar que la riqueza de la propiedad de Mansfield Park es fruto del comercio de esclavos. En otro punto, sin embargo, Said parece reconocer que Jane Austen desaprobaba la esclavitud:
«Todas las evidencias apuntan a que incluso los aspectos más rutinarios de la trata de esclavos en una plantación de azúcar en las Indias Occidentales era un asunto cruel. Y todo lo que sabemos sobre Jane Austen y sus valores está en desacuerdo con la crueldad de la esclavitud. Fanny Price recuerda a su primo que después de preguntar a Sir Thomas sobre la trata de esclavos "se hizo un silencio sepulcral" como sugiriendo que un mundo no podía conectar con el otro ya que no había ningún lenguaje común para ambos. Esto es cierto.»
Expertos como Gabrielle White han criticado la condena que Said hace a Jane Austen y a la sociedad occidental, señalando que Austen y otros escritores, como Samuel Johnson y Edmund Burke, se opusieron a la esclavitud y ayudaron a hacer posible su eventual abolición. Claire Tomalin, siguiendo al crítico literario Brian Southam, reclama que Fanny, usualmente tímida, pregunta a su tío sobre el comercio de esclavos y no recibe respuesta, sugiriendo que la visión de Austen de la inmoralidad de la trata de esclavos está muy clara. Sin embargo, Ellen Moody desafía la interpretación de Southam, arguyendo que parece que al tío de Fanny le disgusta la pregunta (tal y como el texto sugiere) si es que la lectura de la escena por parte de Southam es correcta.
También se podría argumentar que Jane Austen se mostró indiferente con el mundo exterior (al menos en sus novelas). Mansfield Park fue escrita en el momento álgido de las Guerras Napoleónicas, aunque apenas se menciona el conflicto en esta o en cualquiera de sus otras obras. La Revolución Industrial estaba en su apogeo y el país atravesaba una crisis como resultado, pero tampoco esto se menciona nunca en sus novelas. Jamás menciona la máquina de vapor, las ciudades industriales o las plantaciones de algodón y nabos. La autora omite incluso cualquier mención a la abolición del comercio de esclavos en 1808 que siguió a una controvertida campaña, a pesar de que se produjo cuatro años antes de que iniciara su novela.

## Simbología
El mundo en el que se desarrolla la novela traza un fuerte significado simbólico en los lugares y los acontecimientos. La primera crítica en señalar esto fue Virginia Woolf.
Por ejemplo, el muro ha-ha (también conocido como salto de lobo) en Sotherton es un límite que algunos personajes cruzan, mientras que otros no, indicando de esta manera las futuras infracciones morales de Maria Bertram y Henry Crawford. Más adelante, la función teatral (basada en Votos de Amor) en la que el grupo se ve envuelto a petición de Tom Bertram (con excepción de Fanny Price) también es un augurio de sus comportamientos futuros en la vida real.
Incluso el juego Speculation(un juego de cartas con apuestas muy popular a finales del siglo XVII y comienzos del XIX) ha sido visto como un símbolo, una "metáfora del juego que Mary Crawford está jugando, con Edmund como apuesta".
La temática del campo versus ciudad también simboliza lo que es natural y renovador contra los artificiales y corruptos efectos de la sociedad. En la escena de contemplación de las estrellas en el primer libro, la luz de las estrellas simboliza la capacidad de uno de trascender su propio egoísmo y sus preocupaciones y los sufrimientos que estas causan, por oposición a la luz de las velas, que sugiere las preocupaciones propias de una mente con estrechez de miras.

## Adaptaciones

### Cine
- En 1999 se estrenó la película, Mansfield Park que tuvo como actores principales a Frances O'Connor como Fanny Price y Jonny Lee Miller como Edmund Bertram y como directora a Patricia Rozema. Fue filmada mayoritariamente en Kirby Hall, Northanmptonshire.

### Televisión
- En 1983, se estrenó en Reino Unido una miniserie de seis episodios, la misma estuvo bajo la producción de Betty Willingale. Sus actores principales fueron: Sylvestra Le Touzel como Fanny y Nicholas Farrell como Edmund.

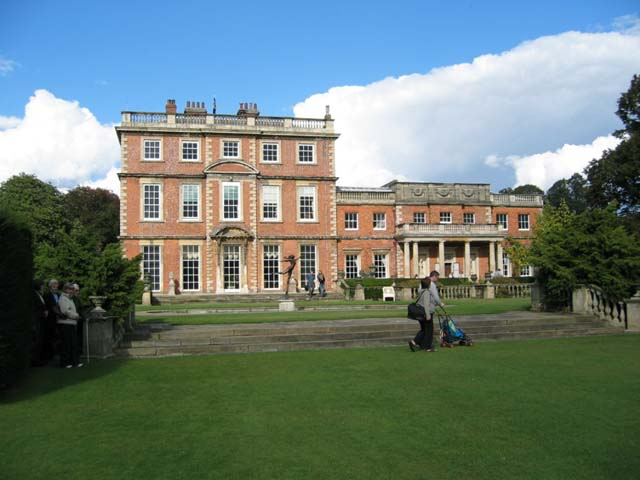
Newby Hall, utilizado para las grabaciones del 2007.

- En el 2007, en Reino Unido, se estrenó una miniserie basada en este libro, de dos horas con cortes incluidos y sin cortes, 90 minutos. Estuvo bajo la dirección de Iain B. MacDonald, sus actores principales fueron: Billie Piper como Fanny y Blake Ritson como Edmund. Fue filmada en Newby Hall. La actriz fue nominada como mejor actriz en TV Quick Award.